# Coccoloba manzinellensis
Coccoloba manzinellensis là một loài thực vật có hoa trong họ Rau răm. Loài này được Beurl. mô tả khoa học đầu tiên năm 1856.